# شهرستان ایمنی پولینی اوسیپنکو
شهرستان ایمنی پولینی اوسیپنکو (به لاتین: Imeni Poliny Osipenko District) یک شهرستان در روسیه است که در سرزمین خاباروفسک واقع شده‌است.